# Johan Dorussen
Johan Dorussen (Nijmegen, 9 augustus 2003) is een Nederlands wielrenner.

## Carrière
Als tweedejaars belofte, in 2023, behaalde Dorussen meerdere ereplaatsen in het Nederlandse amateurcircuit. Zo werd hij onder meer tweede in de Zuiderzeeronde en vierde in de Ronde van Midden-Brabant. Halverwege dat seizoen werd bekend dat hij in 2024 de overstap zou maken naar de opleidingsploeg van Team dsm-firmenich. Namens de hoofdmacht van die ploeg nam hij in maart deel aan Nokere Koerse en de Bredene Koksijde Classic. Twee dagen later won hij de Dorpenomloop Rucphen in een sprint.

## Overwinningen
2024
Dorpenomloop Rucphen

## Ploegen
- 2024 –  Development Team dsm-firmenich PostNL